# Ігристі вина
Вина ігристі — вина, піняста властивість яких набута внаслідок насичення їх діоксидом вуглецю ендогенного походження, що утворюється під час бродіння під тиском сусла або вторинного бродіння виноматеріалів у герметично закритих посудинах — пляшках чи резервуарах (див. також шампанізація).
Якщо вино наливається в келих, то вуглекислий газ у вигляді бульбашок поволі виділяється з вина, створюючи його «гру». Різновидом ігристих вин є шампанське, вино яке отримало свою назву від французької провінції Шампань, де воно вперше було виготовлене в середині XVII ст.

## Класифікація

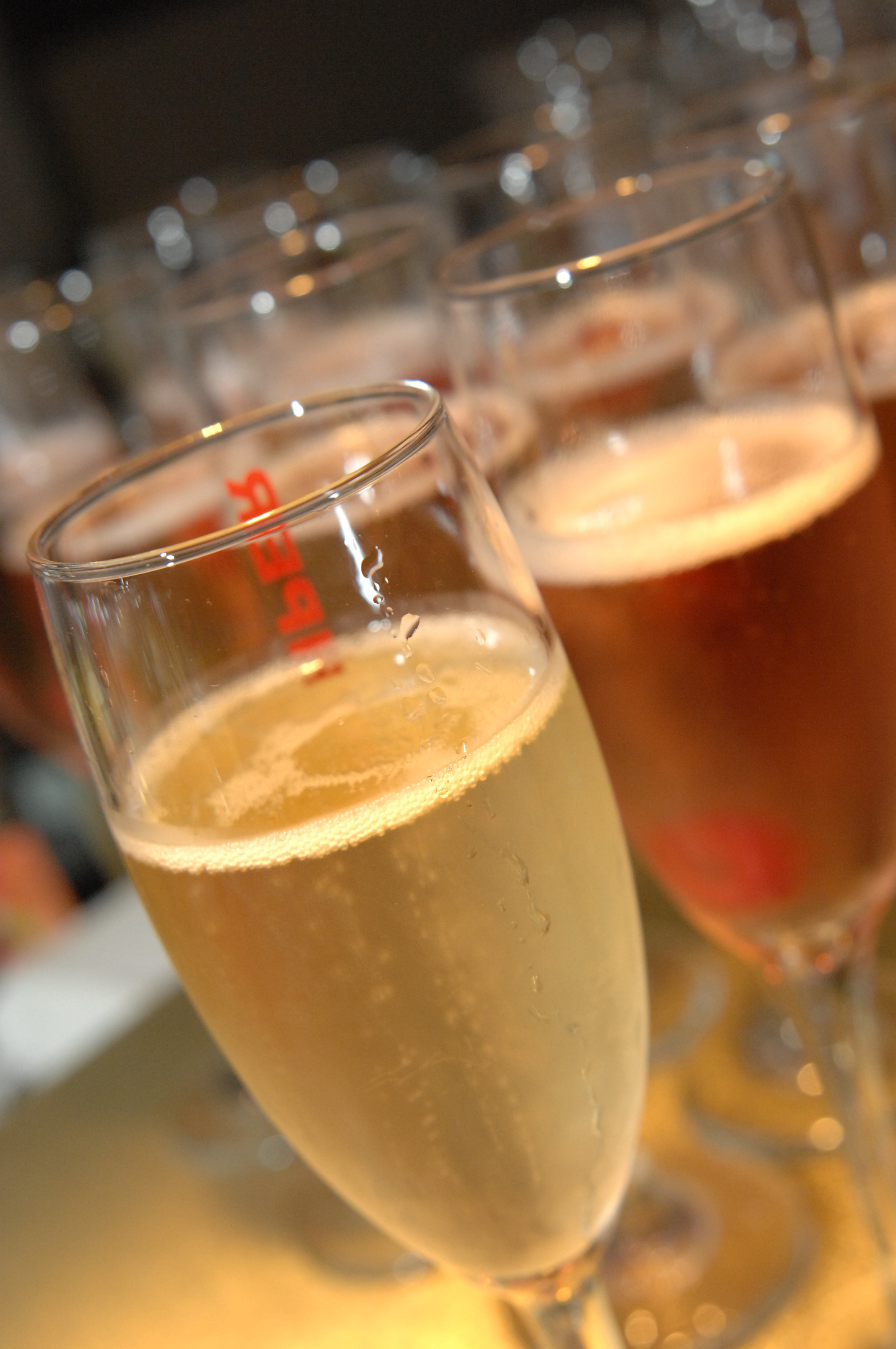
Келихи з ігристим вином

Згідно з Законом України «Про виноград та виноградне вино» ігристі вина поділяються на:
- вино газоване — вино, піняста властивість якого набута внаслідок його штучного насичення діоксидом вуглецю;
- вино ігристе — вино, піняста властивість якого набута внаслідок його насичення діоксидом вуглецю ендогенного походження, що утворюється під час бродіння сусла або вторинного бродіння виноматеріалів у герметично закритих посудинах;
- шампанське України — біле ігристе вино, виготовлене шляхом його насичення діоксидом вуглецю ендогенного походження при вторинному бродінні шампанських виноматеріалів з використанням сахарози в герметично закритих ємностях міцністю не нижче 10,5 відсотка об'ємних одиниць. При здійсненні процесу шампанізації в пляшках з наступною трирічною витримкою ігристе вино має назву «Шампанське України класичне».

Вина ігристі з технологічною витримкою в пляшках не менше як 9 місяців, належать до категорії витриманих.
Вина ігристі залежно від масової концентрації цукрів поділяють на:
- брют;
- екстрасухе;
- сухе;
- напівсухе;
- напівсолодке;
- солодке.

Вина ігристі за кольором підрозділяють на білі, рожеві та червоні.

## Сировина
Виноматеріали для виробництва вин шампанських та ігристих виготовляються з винограду певних сортів, визначених технологічними інструкціями та технічними умовами.
Вина газовані виготовляються із сухих виноматеріалів, які підсолоджуються концентратом виноградного соку, консервованим неспиртованим суслом.

## Вживання вин
Ігристі напівсолодкі та солодкі вина рекомендують до легких тортів, тістечок, фруктів, морозива, солодких страв, дрібного здобного печива. Ігристі сухі та напівсухі вина подають до осетрової ікри, білої птиці, крабів, омарів, червоної риби.
Ігристі вина подають, дотримуючись таких правил:
- напівсолодкі і солодкі вина подають охолодженими до + 6…8 °С
- сухі, напівсухі — до + 4 °С,
- червоні ігристі — до + 10 °С,
- дуже сухі — до + 6 °С.